# 圣女热纳维耶芙

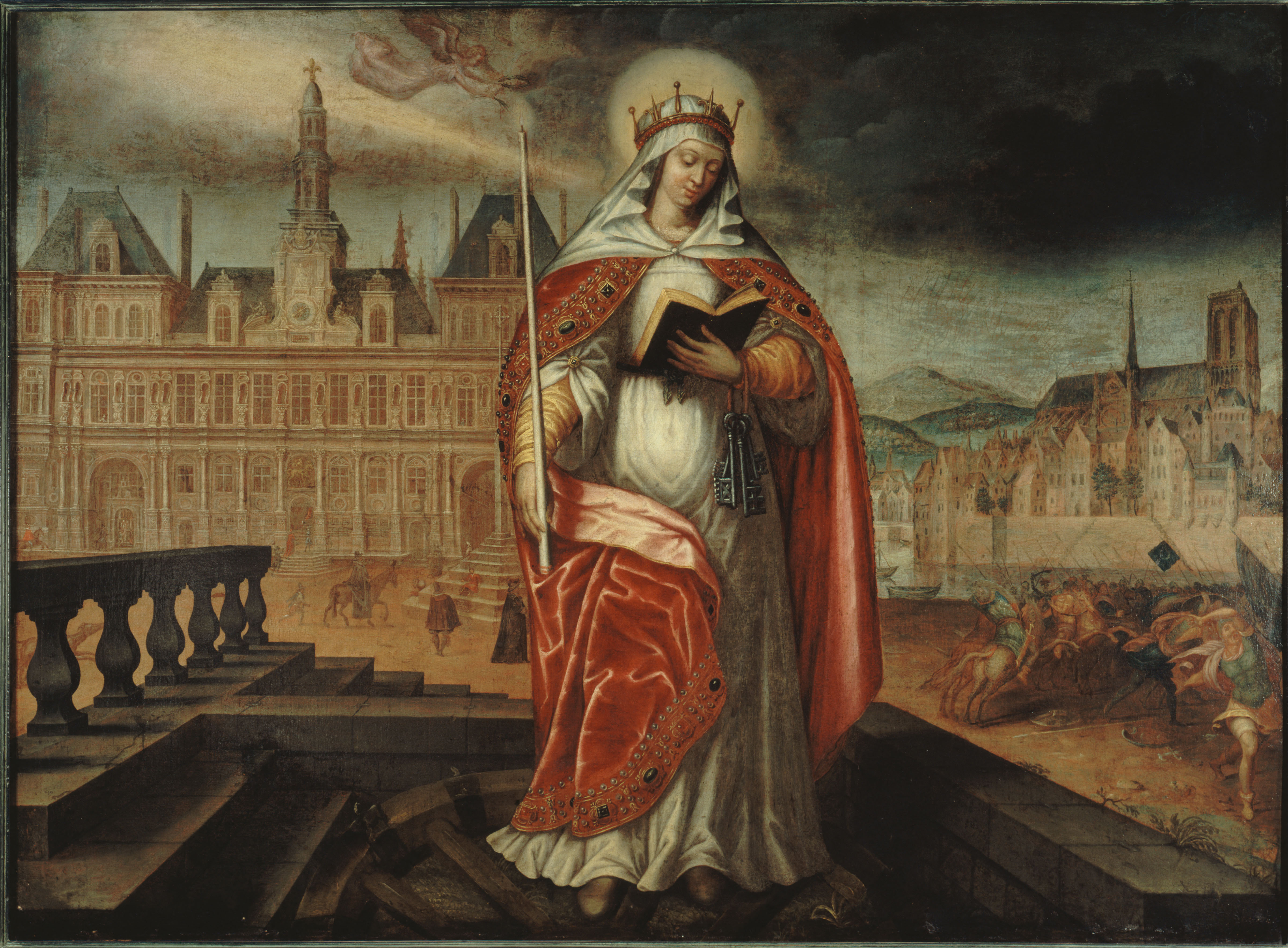
圣女熱納維耶芙的画像，作于19世纪

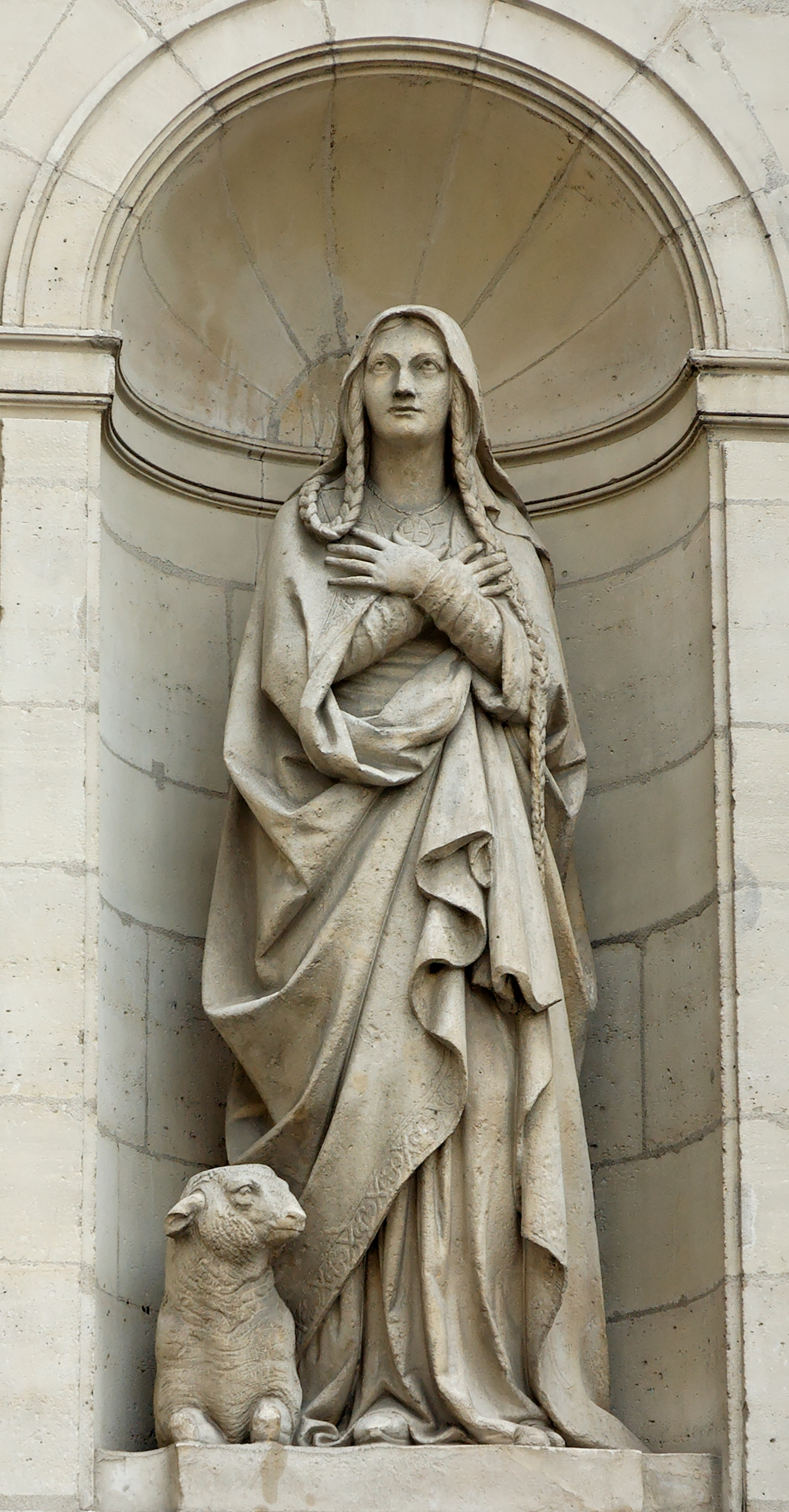
巴黎圣斯德望堂正面的圣女熱納維耶芙雕塑，作者是法国人Pierre Hébert（1804–1869）

圣女熱納維耶芙（约422年—约502年，或译圣吉纳维夫、圣日内维耶，天主教译为圣女日南斐法），是法国巴黎的主保圣人，“吉纳维夫”一词源于古凯尔特语，意为“天女（woman of the race）”。她约于422年生于法国巴黎西郊的楠泰尔的一个富裕家庭，约502年卒于巴黎。
圣女熱納維耶芙还是个小女孩时就已经决定终身过贞节的生活，而且把时间都用到祈祷和沉思上。在7岁时，歐塞爾的圣日耳曼纽斯主教（Germanus of Auxerre）吻了圣女熱納維耶芙的额头，赐予她有寶貴十架的铜牌并预示她未来为基督拯救事业的卓越贡献。她发誓要将自己的灵魂与身体皆奉献于耶稣
在其父母过世后，圣女熱納維耶芙来到居住在巴黎的教母处，照顾贫穷及生病的人们。在巴黎，她严格的执行禁欲主义，传说她从15岁开始一直到50岁每周只进食大麦面包和豆子并只喝水两次（星期四和星期日）。据说在这期间，她经历了如同死尸般的持续三天的全身瘫痪，她声称天使带她看到了天堂与地狱，这次经历更加坚定了她的信仰并指引着她。
传说她阻止了匈奴国王阿提拉对巴黎的入侵。在阿提拉逼近巴黎时，圣女熱納維耶芙动员巴黎的女人们都来祈祷，主会庇佑他们周全；男人们都来保卫城市，可男人们不相信她，想用石头砸死她；而女人们则真的和她一起进行祈祷，结果阿提拉果真撤了兵。也有人说，圣女熱納維耶芙通过散播谣言称巴黎正在闹鼠疫，用智慧化解了阿提拉对巴黎的进攻。
从15岁开始，圣女熱納維耶芙进入寺院修行并创造许多奇蹟（宗教意义上的）；如关于蜡烛的奇迹，讲述了她和修女们在一个狂风席卷的夜晚回到教堂的路上时，狂风吹灭了她们手中照明的蜡烛，除了圣女熱納維耶芙，修女们都害怕极了。圣女熱納維耶芙对其中的一个蜡烛进行十字聖號，蜡烛又重新燃烧并指引着一行人返回教堂。除了关于蜡烛的奇迹，她还创造了许多关于治疗疾病和对抗恶魔的奇蹟。
传说她还对当时的法兰西国王克洛维一世（约466-511）皈依基督教做出了贡献。这位国王是欧洲的第一位接受基督教洗礼的国王，从而使法兰克帝国得以基督教化，这对整个欧洲历史都有着非凡的意义。
圣女熱納維耶芙在逝世后被安葬在巴黎的使徒教堂，这座教堂在12世纪时被重修，并从此改名为圣女熱納維耶芙教堂。由于圣女熱納維耶芙把基督教教理传授给了法兰西国王，形成了和法国皇室的特殊关系，这座教堂又于18世纪，在法兰西国王路易十五的赦令下又一次得以大规模新建。在法国大革命后，教堂被改名为先贤祠，成为安葬并纪念法国著名人物的祠堂。
很不幸的是，1793年，圣女熱納維耶芙的遗骸在法国大革命中被公开烧毁了。她的圣骨匣安放在巴黎圣女熱納維耶芙广场上的圣斯德望堂中。
在天主教中，圣女熱納維耶芙的纪念日是每年的1月3日，她在艺术作品中的的标志象征是蜡烛、天使和魔鬼、圣杯以及巴黎城的钥匙。